# Walther P88
Die Walther P88 ist eine 15-schüssige halbautomatische Selbstladepistole mit Spannabzug (DA/SA) im Kaliber 9 × 19 mm des deutschen Waffenherstellers Carl Walther GmbH.

## Allgemeines
Aus Gründen der Gewichtseinsparung besteht das Griffstück aus Duraluminium. Walther konnte hierbei auf die mehr als 50-jährige Erfahrung mit dem Duralgriffstück der Walther P1, welches anfangs noch nicht die spezifizierte Bruch- und Abriebfestigkeit erreichte, zurückgreifen.
Im Gegensatz zur Walther P38 bzw. Walther P1 und ihren späteren Derivaten wurde bei der neuen P88 nicht wieder der Schwenkriegelverschluss verwendet, sondern – ein Novum für Walther – auf das modifizierte Browning-System zurückgegriffen. Die Gründe hierfür waren, dass sich mit dieser Verschlussart und der von Walther eigens für die P88 verfeinerten Lauflagerung eine höhere Schusspräzision, ein schmalerer Verschlussaufbau und eine vereinfachte Produktion realisieren ließ.
Die Walther P88 wurde hauptsächlich als Seitenwaffe für den militärischen und polizeilichen Gebrauch konzipiert. Sie war auch der Walther-Beitrag zur damals anstehenden US-amerikanischen Faustfeuerwaffenerprobung des Heeres „Joint Services Small Arms Program“ (JSSAP XM9), welche 1981 begann und mit Unterbrechungen erst 1984/5 endete. Das  Erprobungsprogramm hatte mit dem zukünftigen Pistolenmodell M9 die Nachfolge für die inzwischen in die Jahre gekommene Colt Government 1911A1 zu klären. Aus Standardisierungsgründen hatte sich das Department of Defense für das „unamerikanische“, aber damals militärisch bereits international übliche NATO-Kaliber 9 × 19 mm, entschieden. 
Walther hatte auch bereits die Absicht, mit der Walther P88 den deutschen Streitkräften eine adäquate Nachfolge für die zwischenzeitlich in die Jahre gekommene Walther P1 anbieten zu können. Die Kennzeichnung „88“ wurde beim zivilen Vermarktungsbeginn 1986/1987 im Hinblick auf das 50-jährige Jubiläum der legendären Walther P38 gewählt.

## Systembeschreibung

### Lauf und Verriegelungssystem
Der traditionell spanlos gedrückte Lauf hat eine Länge von 102 mm (4 Zoll) mit sechs Zügen und Feldern. Die Dralllänge beträgt 250 mm, der Zugdurchmesser 9,07 mm / 0,357 Zoll. Der Verschluss mit unverdecktem Kammerriegelblock bildet drei Verriegelungspunkte zwischen Lauf und Schlitten aus: Der erste „hintere“ am Patronenlager mittels einer 10 mm breiten quaderförmigen Nase, welche in eine 3 mm tiefe Aussparung im oberen Teil des Stoßbodens des Schlittens passgenau eingreift; die zweite „mittlere“ mit einer „Schulter“ hinter dem Patronenlager zwischen oberer Laufhälfte und Kammerriegel, der dritte „vordere“ durch die feste Fixierung der Laufmündung gegen die untere Hälfte einer ogivalen Schlittenöffnung. 
Im verriegelten Verschlusszustand ist das Patronenlager angehoben. In den drei beschriebenen Kontaktpunkten liegen die kontaktierenden Flächen formschlüssig gegeneinander an. Beim Öffnen des Verschlusses bewegen sich Schlitten und Lauf noch ca. 3 mm auf der Unterstellstrecke – also noch weiterhin verriegelt – gemeinsam nach hinten. Danach wird der Lauf von der offenen, starren Steuerkulisse nach unten gelenkt und entkoppelt hiermit den Lauf vom Schlitten. Die mündungsseitige elliptische Schlittenöffnung gestattet hierbei die entsprechende Laufneigung. Beim erneuten Verriegeln des Verschlusses nehmen Lauf und Schlitten eine stets reproduzierbare Stellung zueinander ein. Die Waffe hat einen Streukreis aus der Schießmaschine von ca. 30 mm. 

### Ein Bedienhebel
Die Walther P88 ist für Rechts- wie Linkshänder ausgelegt. Mittels eines Bedienhebels wird der Verschlussfang entriegelt und – bei Bedarf danach – mit erneutem Niederdrücken auch das als Ringhammer ausgeführte Schlagstück entspannt. Dieser großflächige, beidseitig jeweils mit der Griffschale abschließende Bedienhebel ist auch für kurze Daumen gut erreichbar. 
Im ebenfalls beidseitig bedienbaren Magazinhaltemechanismus ist zusätzlich eine federnde Klinke integriert, die bei gelöstem Magazin ca. 20 mm weit als taktische Magazinbremse arbeitet. 
Eine manuell zu betätigende Sicherung „im klassischen“ Sinn fehlt; die P88 verfügt aber über interne, automatisch wirkende Sicherungen, auf die im Weiteren noch detailliert eingegangen wird.

### Taktische Handhabungssicherheit
Die Möglichkeit einer unter Stress immer wieder auftretenden Fehlbedienung des Entriegelungshebels einerseits und separatem Sicherungs- bzw. Entspannhebels andererseits wurde bei der Walther P88 durch den universellen Bedienhebel minimiert. Es ermöglicht dem Links- wie Rechtshänder beim beidhändigen Schießen z. B. auch das noch schnellere Lösen des Magazins mit dem Zeigefinger der unterstützenden Hand. Auch das Entriegeln des Verschlusses und Schlaghebelentspannen kann ohne Umgreifen mit der jeweiligen Unterstützungshand geschehen.
Lediglich eine Funktion existiert nur links: Um bei herausgenommenem Magazin (z. B. zwecks Funktionsüberprüfung nach einer Reinigung) den Verschluss offen halten zu können, wird nach dem Zurückziehen des Verschlusses der Verschlussfanghebel hochgedrückt, welcher – leicht versetzt unter dem Bedienhebel angeordnet – mit diesem mechanisch gekoppelt ist.

### Hauptteile
Nach der Entfernung des Magazins geschieht die Zerlegung in die Hauptteile im verriegelten Zustand mittels einer 90°-Drehung des über dem Abzug angebrachten Laufhaltehebels. Den Verschluss nach vorne ausgelassen kann nun die Federführungsstange mit Verschlussfeder sowie auch der Lauf entnommen werden. Eine über die Hauptteile hinausgehende Demontage ist für Reinigungszwecke nicht notwendig. 

### Visierung
Die 150 mm lange Visierlinie wird aus einem festen, 3,5 mm breiten Balkenkorn mit weißer Dämmerungsmarke und einer 3,9 mm breiten Rechteckkimme mit Mikrometerverstellung und  zwei Dämmerungsmarken gebildet. Die Visierbreiten entsprechen militärischem Standard. Die Rast der Mikrometerverstellung entspricht auf 25 m einer Treffpunktverlagerung von 22 mm. Die Höhenverstellung kann mittels dreier unterschiedlich hoher Korne im Raster 50 mm erfolgen. Die Oberseite des Schlittens ist mattiert und damit reflexionsfrei. Die Visierlinie „gestrichen Korn“ verläuft über der Oberfläche in einer relativ großen Höhe von ca. 8 mm. Auch eine militärische Anforderung: Sie stellt sicher, dass z. B. nach einem Sturz mit ggf. noch anhaftender Verschmutzung die Gefahr einer unmittelbaren Beeinträchtigung der Ziellinie minimiert wird. 

### Griffstück
Das Griffstück besteht aus einer geschmiedeten Knetlegierung mit einer Mindestzugfestigkeit von 530 N/mm². Durch die mittels hartanodischer Oxidation erzeugte N-HE Schicht mit sehr harten Aluminiumoxiden von ca. 1200 HV ist das Griffstück äußerst widerstandsfähig gegen Abrieb. Die Standzeit des Griffstücks entspricht damit mechanisch derjenigen der Stahlteile, wobei hier keine permanente Verschmutzung der Verschlussführung durch z. B. Feinsande o. ä. vorausgesetzt wird. Das Lastenheft schrieb eine Mindestbelastung von 10.000 Schuss ohne Funktionsbeeinträchtigung bzw. gravierende Präzisionsverluste vor, bezogen auf eine Munition, welche sich bereits außerhalb des maximal zulässigen Gasdruckes gemäß der C.I.P (Commission Internationale Permanente pour l’Epreuve des Armes à Feu Portatives) befindet.          
Die Griffseiten wurden aus Stabilitätsgründen nicht skelettiert, sondern vollflächig ausgeführt. Der Griffwinkel beträgt 72° bzw. 108°. Der Abzugstop wurde mittels einer lösbaren Madenschraube im Griffstück ausgeführt.

### Magazin
Das Magazin wird „von vorn“ geladen und nimmt zweireihig 15 Schuss auf. Magazinboden und Magazinfederführung sind Blechprägeteile; der asymmetrische Zubringer besteht aus einem massiven, abriebfesten Druckgussteil.

### Sicherungssystem
Die Walther P88 verfügt über vier selbsttätige, vom Schützen unabhängig wirkende Sicherungen:
1. Kraftschlüssige Vertikalbarriere zur Längsarretierung des Schlagbolzen
2. Formschlüssige räumliche Ausnehmung in der Schlagfläche des Schlaghebels
3. Kraftschlüssige Sicherungsrast an der Abzugsklinke des Schlaghebels
4. Kraftschlüssige Schließsicherung mittels Unterbrecher

Die Einzelsicherungen 1. und 2. wirken ergänzend zueinander und können nur umgangen werden, wenn der Abzug vollständig durchgezogen wird; Sicherungen 3. und 4. wirken solange, bis der Verschluss nach dem Fertigladen oder der Schussabgabe vollständig wieder verriegelt ist. Sind eine oder beide Bedingungen nicht erfüllt, kann der Schlagbolzen vom System nicht nach vorne geschleudert werden. Hiermit ist die P88 sicher bei Stoß, Fallenlassen und Schnappenlassen des Schlaghebels. Auch beim Entspannen mittels Bedienhebel sind alle vier Sicherungen wirksam.

### Abzugssystem
Der Spannabzug gleicht konstruktiv/mechanisch dem der Walther P38 bzw. Walther P5.

## Militärische Erprobungen
Bei der US-amerikanischen Ausschreibung (XM9) schied die Walther P88 aus: Eine der 72 „Shall“-Bedingungen erfüllte sie nicht, da ihr die „manuelle“ Sicherung fehlte. Beretta gewann mit dem später modifizierten Modell 92FS in der Endausscheidung gegen die SIG Sauer P226. 
An der Bundeswehr-Ausschreibung nahm die Walther P88 ab 1990 ebenfalls teil und wurde auch hier wegen der fehlenden manuellen Sicherung von der erprobenden Wehrtechnischen Dienststelle WTD91 vorerst abgelehnt.

## P88 Modellvarianten
Die später nachgeschobenen Derivate „Compact“ und „Competition“ waren Überarbeitungen, welche das „militärisch-markant-kantige“ Äußere der Walther P88 für den zivilen Markt entschärften.  
Die Competition entsprach äußerlich praktisch der Compact; dieses Modell war die versportlichte Variante mit einem abgestimmten DA-Abzug.
Die Walther P88 Compact wurde geringfügig handlicher: 7 mm kürzer, 3 mm schmaler, 70 g leichter, ein ca. 2 mm kürzerer Lauf und eine auf ca. 4 mm abgesenkte Visierlinie sowie 1 Schuss weniger im Magazin.

## Technische Änderungen ‚Compact‘

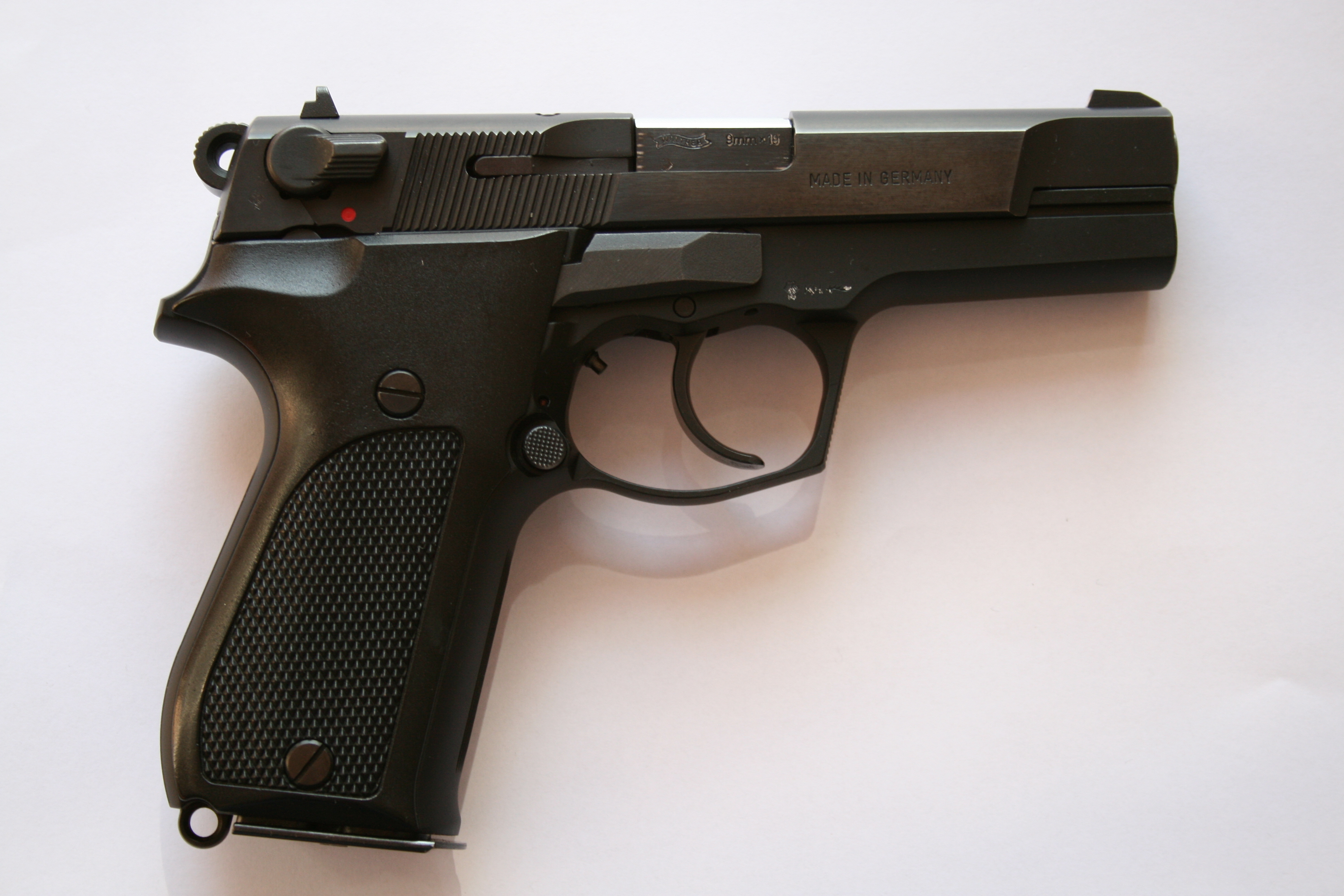
Walther P88 compact

Das abgestimmte Browning-Petter-System der Walther P88 wurde beibehalten. Die Schließfeder bestand aber nicht mehr nur aus einem massiven Draht, sondern aus drei miteinander verdrillten dünneren Einzeldrähten. Diese Litzenfedern haben bei vergleichbarem Querschnitt eine etwas kleinere Federkonstante auf Grund der geringeren Randspannungen, was einer Materialermüdung entgegenwirkt. 
Eine signifikante technische Änderung gab es im Sicherungssystem: An Stelle des einzigen Bedienhebels und den 4 automatisch wirkenden Sicherungen wurde zusätzlich wieder eine „manuelle“ Sicherung im Schlitten integriert. Der Grund hierfür waren die Polizei- und Militärausschreibungen, welche gerade danach verlangten. Die „manuelle“ Sicherung ergänzte die kraftschlüssig wirkende, vom Abzug automatisch gesteuerte Vertikalbarriere mit Längsarretierung des Schlagbolzen (Sicherung Nr. 1 der Walther P88) durch die wieder rein formschlüssige Schlagbolzenarretierung. Wie bereits bei der Walther PP, Walther PPK und Walther P38 arbeitet diese Sicherung auch wieder als Entspannvorrichtung für das Schlagstück. 
Nachdem die Bundeswehr anfangs die Walther P88 abgelehnt hatte und während der aber bis 1993 andauernden Erprobungen von Walther die „Compact“ nachgereicht wurde, schied diese nun ebenfalls aus. Heckler & Koch machte das Rennen mit der „P8“. Diese war eine hinsichtlich Lauflagerung, manueller Sicherung und Magazinausführung geringfügig modifizierte „USP“. In den abschließenden Gesamtbewertungen durch die WTD 91 und dem Heeresamt nach eingehender Erprobung / Truppenerprobung spielte auch die Preisgestaltung eine sehr gewichtige Rolle. Der Listenpreis einer USP lag Ende 1992 bei ca. 1000,- DM; der einer Walther P88 „Compact“ bei knapp 1800,- DM. 
Im Jahr 2000 wurde dann auch die Produktion der Walther P88 „Compact“ nach ca. 7000 rein kommerziell vermarkteten Stück eingestellt.

## P88 ‚Competition‘
Mit einem 101 mm langen Lauf wurde von 1993 bis 2000 – parallel zur „Compact“ – auch eine „versportlichte“ Variante gebaut. Der Verschluss entsprach weiterhin der „Compact“, wobei aber der Spannabzug (DA) weggelassen wurde. Ebenso entfiel die automatisch wirkende, kraftschlüssige Vertikalbarrierensicherung (Nr. 1) sowie die Entspannvorrichtung für das Schlagstück. Die manuelle, kraftneutrale Sicherung wurde beibehalten. Der Abzug löst nach einem Vorweg von 3,3 mm aus. Der Abzugswiderstand liegt serienmäßig bei 14 N, konnte aber mit Walther-Federsätzen individuell bis auf ca. 10 N verringert werden. Der Abzugsstop war weiterhin mittels einer einstellbaren Madenschraube justierbar wie bei den Gebrauchsmodellen der Walther P88.       
Mit der Entscheidung für ein rein sportliches – nur auf gesicherten Schießanlagen anzuwendendes – SA-System konnte nicht nur der Eingriff in die Spannrast des Schlagstückes verringert werden, sondern es ermöglichte auch eine neue, auf die sportlichen Belange abgestimmte Griffgeometrie. So konnte die für ein präzises Auslösen des Schusses bedeutsame Abzugabstandsweite bei der ‚Competition’ gegenüber den etwas knapp bemessenen 61 mm der P88 „Compact“ um 6 mm auf für die durchschnittliche Handgröße idealen 67 mm vorverlegt werden.    
Die ‚Competition’ erreichte mit entsprechend selektierter Markenmunition auf 25 m aus der Schießmaschine geschossenen Streukreise von unter 30 mm. 
Von der Fa. Wischo GmbH & Co. gab es diverses Sonderzubehör sowie auch einen 5 Zoll-Lauf mit Frontgewinde, auf welchen ein 27 g zw. 69 g Laufgewicht oder ein Kompensator geschraubt werden konnte. Fixiert wurde mit ineinandergreifenden ISK-Gewindestiften. Der Walther-Kompensator mit 94 g war die klassische Kombination aus einer Einkammer-Mündungsbremse mit weitem Expansionsraum und einer ebenen, vertikal zur Seelenachse stehenden Stirnprallfläche sowie einem Deflektor mit ovalen Entlastungsschlitzen. Das Geschossaustrittsloch mit 9,4 mm war auf enge Systemtoleranzen angewiesen.    
Für alle Varianten der Walther P88 werden bis heute von der Fa. Nill Holzgriffschalen mit und ohne Daumenauflage hergestellt. Die ohnehin bereits sehr gute Handlage mit den serienmäßigen Kunststoffgriffschalen kann mit den etwas voluminöseren Holzgriffschalen weiter optimiert werden.